# Quico Canseco
Francisco Raul "Quico" Canseco (ur. 30 lipca 1949) – amerykański polityk, członek Partii Republikańskiej. Od 2011 do 2013 zasiadał w Izbie Reprezentantów.